# Barbara Canepa
Barbara Canepa (Genua, 19 januari 1969) is een Italiaanse stripauteur. Samen met Alessandro Barbucci creëerde zij het populaire magazine W.I.T.C.H. en ook de stripreeks Sky Doll.
Barbara Canepa's vader was zeeman en overleed toen zijn dochter vijf was. Canepa studeerde architectuur en werkte bij de Disney animatiestudio. Daar ontmoette ze Alessandro Barbucci met wie ze een koppel vormde. In 1997 creëerden beiden W.I.T.C.H., dat een groot succes kende en waarvan wereldwijd meer dan 50 miljoen exemplaren werden verkocht. Samen met Canepa maakte Barbucci ook de sciencefictionstrip Sky Doll. Als koppel gingen Barbucci en Canepa uit elkaar maar ze bleven samenwerken. Canepa werkte ook samen met andere tekenaars, zoals Anna Merli. Ze leerden elkaar kennen bij Disney en maakten samen de strip END.
Sinds 2003 woont en werkt Canepa in Frankrijk.
- Biblioteca Nacional de España: XX5091919
- Bibliothèque nationale de France: cb13608406q (data)
- International Standard Name Identifier: 0000 0001 1037 9382
- Library of Congress Control Number: no2010063809
- Nederlandse Thesaurus van Auteursnamen: 317365479
- Istituto Centrale per il Catalogo Unico: TO0V348940
- Système universitaire de documentation: 055328806
- Virtual International Authority File: 10021109